# 剣闘士

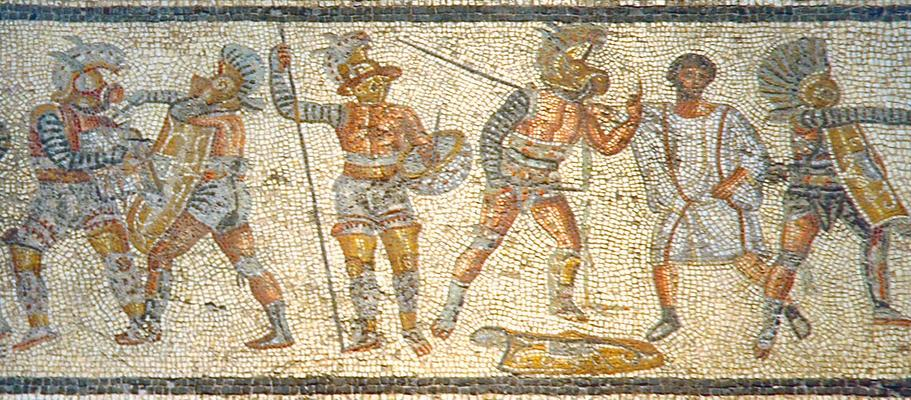
ズリテン・モザイクに描かれた剣闘士。200年頃。

剣闘士（けんとうし、羅: Gladiātor、グラディアートル、グラディエーター）は、古代ローマにおいて見世物として闘技会で戦った剣士。名前の由来は、剣闘士の一部がローマ軍団の主要な武器でもあったグラディウスと呼ばれる剣を使用していたことから来ている。
共和政ローマやローマ帝国の多くの都市にはアンフィテアトルム（円形闘技場）が存在しており、そこで剣闘士同士、あるいは剣闘士と猛獣などとの戦いが繰り広げられた。また人工池などを用いて模擬海戦が行なわれることもあった。闘技会に批判的なキリスト教の影響によって衰退し、404年に西ローマ皇帝ホノリウスの命令で闘技場が閉鎖されたが、その後も各地で続けられていたようであり、681年に公式に禁止されて消滅した。

## 歴史

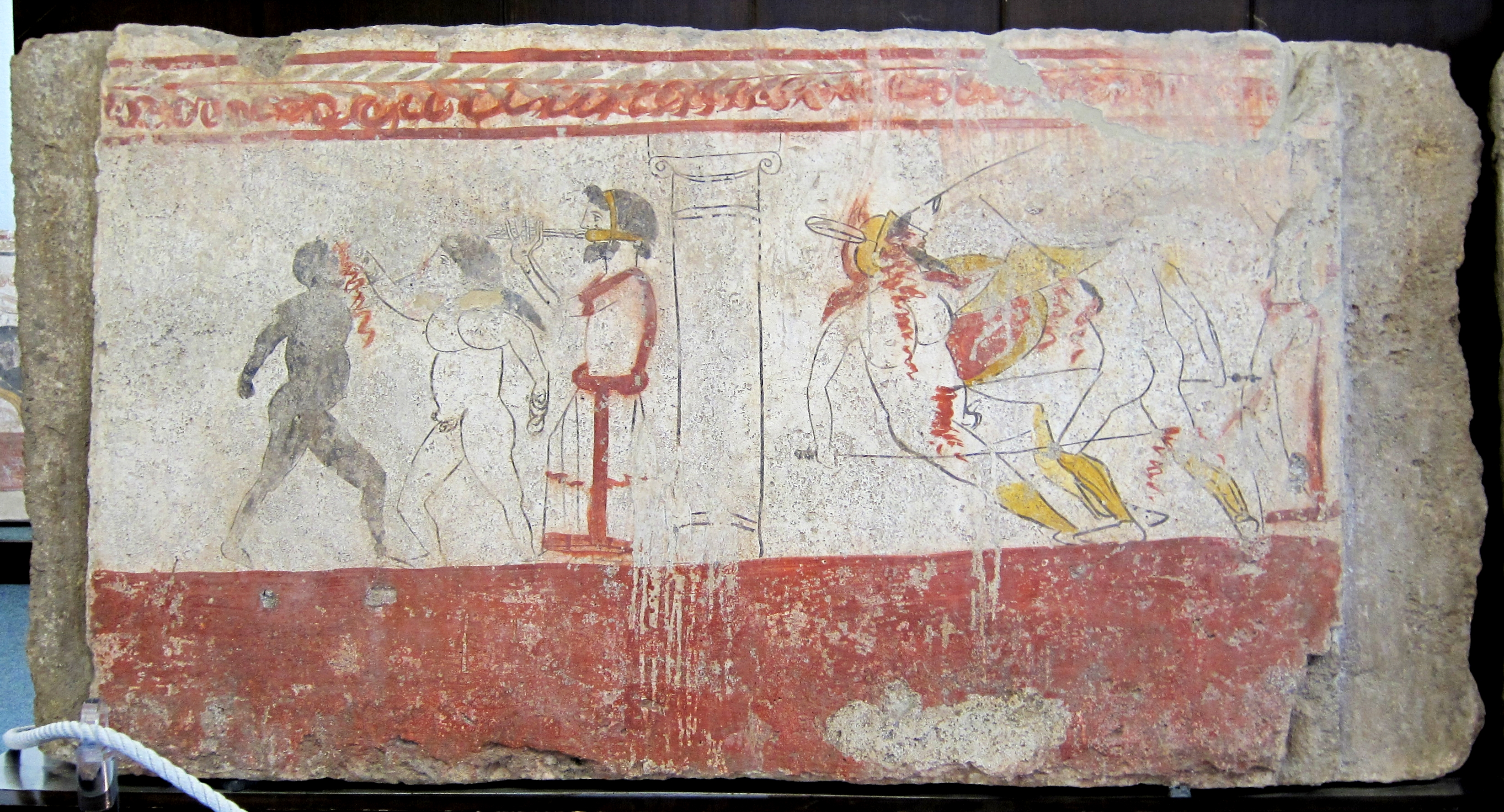
剣闘士試合が描かれたパエストゥムの墓の壁画。
紀元前4世紀頃

剣闘士の起源については、はっきりしたことはわかっていない。従来のエトルリア人の生贄の儀式をローマが採用したという説は、現在では支持されていない。もう一つは南イタリアのカンパニア地方起源説であり、紀元前4世紀のパエストゥムの墓の壁画には試合を行う剣闘士の姿が描かれている。歴史家リウィウスはカンパニア人が敵であるサムニウム人を剣闘士として戦わせていたと述べている。紀元前1世紀頃は南イタリアが剣闘士興行が最も盛んな地域だった。
マルクス・アエミリウス・レピドゥス、2度の執政官と鳥卜官を務めた彼のために、3人の息子、ルキウス、マルクス、クィントゥスは、葬祭を3日間開催し、フォルムで22組の剣闘士を戦わせた。
—ティトゥス・リウィウス、『ローマ建国史』23.35.15
記録上最も古い剣闘士試合は紀元前264年にローマのマルクス・ユニウス・ブルトゥスとデキムス・ユニウス・ペラの兄弟が父の葬儀に際してボアリウム広場で行ったものである。歴史家リウィウスは紀元前3世紀から前2世紀の闘技会に幾つか言及しており、この中でも紀元前174年のティトス・フラミニヌスが主催した74人の剣闘士による闘技会は注目すべきものであったと述べている。以降、故人の哀悼のための形式での追悼闘技会（ムヌース）が広まり、生贄を求める農神サトゥルナリアの祭に際して行われる傾向が強かった。紀元前2世紀には円形闘技場が建設されるようになり、都市ローマでの闘技会は主にフォルム・ローマーヌムで行われるようになった。
追悼闘技会は、その規模がより大規模なものになってゆき、やがて故人の死を悼むものから世俗化した見世物となり、政治家のプロパガンダの場と化していった。民衆は闘技会に熱狂し、政治家にその主催を要求するようになり、公職選挙と結びついた追悼闘技会が行われるようになる。このため闘技会が派手になりすぎるとの危惧を受け、開催日数や剣闘士数の規制が設けられたが遵守されず、民衆も問題にせず、公職選挙と闘技会の結びつきは帝政初期頃まで続いた。
共和政ローマの領土拡大とともにローマ人は大量の戦争捕虜を手に入れ、これら捕虜たちがおのおのの民族風の武装をした剣闘士にさせられ、紀元前2世紀に初期の剣闘士のスタイルであるガリア闘士とサムニウム闘士、紀元前1世紀にはトラキア闘士が登場した。

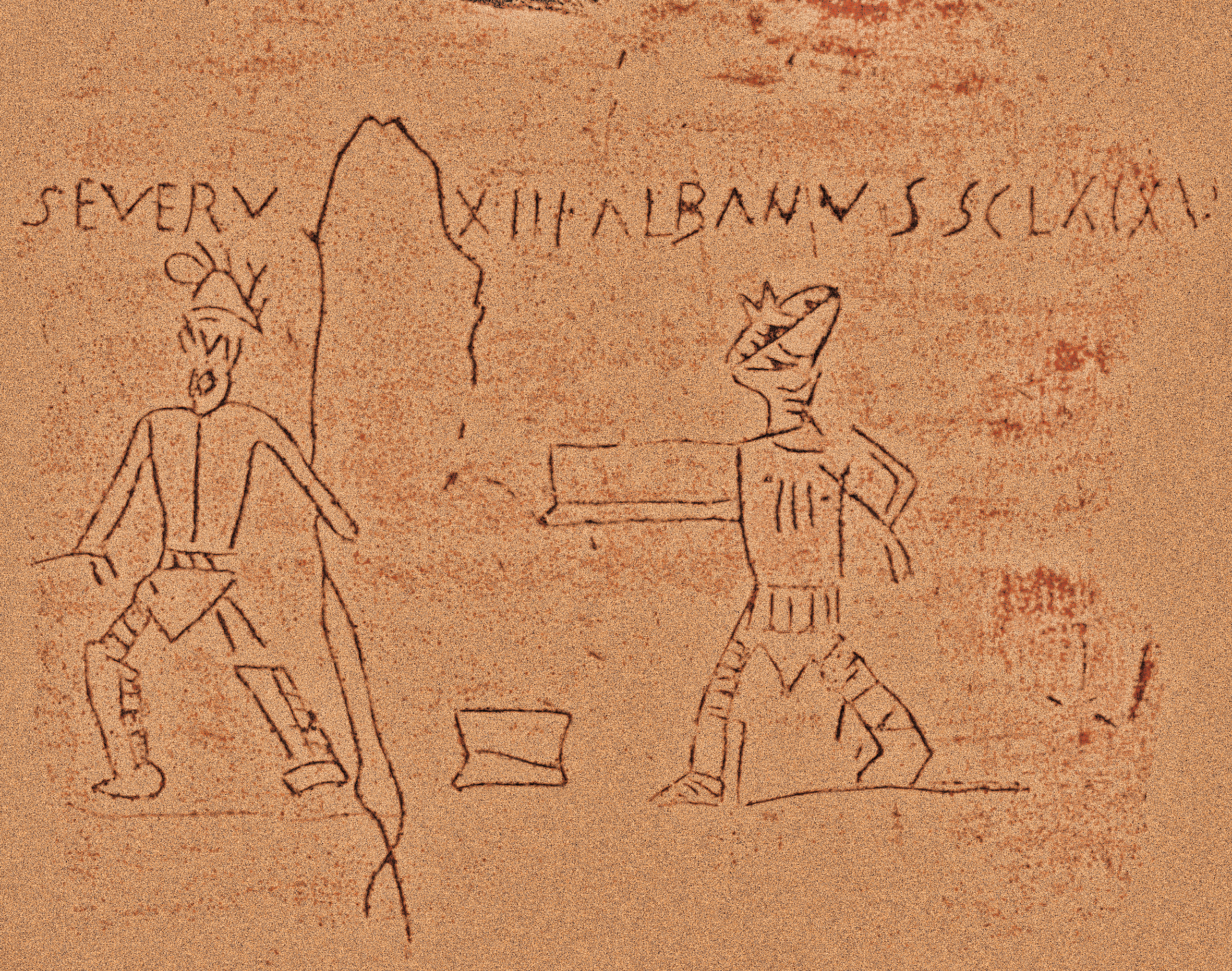
ポンペイ遺跡の壁面に描かれた剣闘士の落書き。

剣闘士の試合が盛んになっていた時期の紀元前73年にカプアの剣闘士スパルタクスが最大規模の奴隷蜂起（第三次奴隷戦争）を起こした。およそ70人の剣闘士の脱走から始まった反乱は12万人もの規模に膨れ上がってイタリア半島を席巻した。反乱軍はローマ兵捕虜に剣闘士試合を強い、古代の歴史家オロシウスは「かつて見世物にされていた者たちが、今や観客となった」と述べている。紀元前71年にスパルタクスの反乱軍はクラッススによって鎮圧され、全滅した。
ユリウス・カエサルは闘技会を政治プロパガンダの場として活用し、紀元前65年に640人もの剣闘士を集めた大規模な闘技会を催し、紀元前46年にはさらに大規模な総勢1,200人もの闘技会を開催している。カエサルはローマ近郊のマルスの野（カンプス・マルティウス）に池を造って軍船を浮かべ、模擬海戦（ナウマキア）を行わせて人気を博しており、後の皇帝たちもこれに倣っている。
カエサルは紀元前65年の際はかなり以前に死去している父の名で、紀元前46年の時は前例を破り女性である8年前に死去した娘ユリアの追悼の名義で剣闘士試合を催しており、形式的にはなおも宗教的な側面を残していた。剣闘士研究の基礎を築いた歴史学者ジョルジュ・ヴェルはこれまで剣闘士試合とは別個に催されていた純粋な見世物である闘獣士が様々な方法で猛獣を殺す「野獣狩り」（ウェーナーティオー）が剣闘士試合の前座として組み込まれたことが剣闘士試合の世俗化の決定的画期であったと指摘し、その初出は6年に催された大ドルススを追悼する闘技会と考えられている。
初代皇帝アウグストゥス（在位：紀元前27年 - 14年）は在位中に8度の闘技会を主催し、1万人の剣闘士を戦わせその他の競技会と合わせて3500頭の猛獣を殺している。次のティベリウス帝（在位14年 - 37年）は逆にいっさい見世物を主催せずひどく人気がなかった。カリグラ帝（在位37年 - 41年）とクラウディウス帝（在位41年 - 54年）は剣闘士試合を盛大に催し、これに対してネロ帝（在位54年 - 68年）は戦車競走や演劇を好んだ。貴族たちも人気取りのために私的に興行師や訓練士を雇い入れて剣闘士団を組織させている。
民衆は闘技会の開催を強く望み、北イタリアのポッレンティアで役人が死去した際、町が追悼闘技会を催さなかったため、怒った住民が力づくで葬儀を阻止しようとして兵隊が出動する騒ぎが起こっている。また、59年には南イタリアのポンペイの円形闘技場で興奮したポンペイの住民とヌケリアの住民との間で乱闘が起き、以後、10年間ポンペイ市民は市としての闘技会の開催を禁止されている。79年のヴェスヴィオ火山の噴火でこの町が地中に埋もれ、発掘された遺跡から円形闘技場跡や剣闘士養成所跡、防具の出土品そして剣闘士に関する民衆が書いた落書きが見つかっており、古代ローマの剣闘士の実像を知る手がかりになっている。

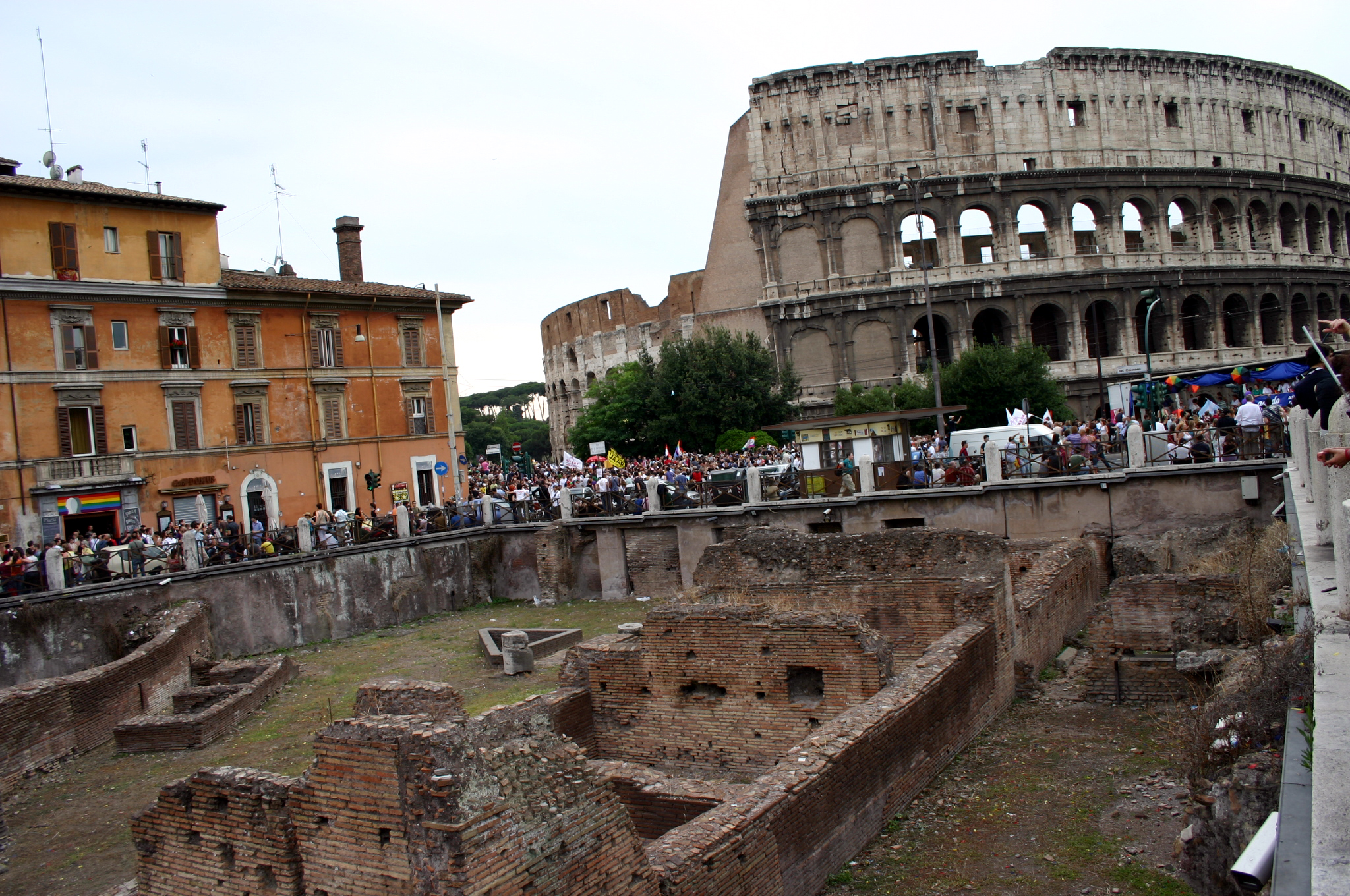
ローマのコロッセウムと隣接する大養成所（ルードゥス・マーグヌス）の遺跡。

80年、都市ローマに5万人収容のフラウィウス円形闘技場（コロッセウム）が完成した。ティトゥス帝（在位79年 - 81年）はこのコロッセウムの落成を期して大規模な闘技会を催し、野獣狩り、剣闘士試合、模擬海戦が100日にわたって催され、一日だけで5千頭の野獣が殺されたという。トラヤヌス帝（在位98年 - 117年）は1万人もの剣闘士を集めた闘技会を開催し、コンモドゥス帝（在位180年 - 192年）は自らが剣闘士になり735回も戦っている。ローマ世界全体では186の円形闘技場が確認されており、さらに86の未確認の闘技場があったとされている。
ドミティアヌス帝（在位81年 - 96年）の時代以降、都市ローマでの闘技会の興行は役人の管理官（プロークラートル）が行うようになり、大養成所（ルードゥス・マーグヌス）、ガリア養成所、ダキア養成所そして早朝養成所（マートゥーティーヌス：闘獣士養成所）の四つの帝国養成所が開設され、ローマの大養成所は地下通路でコロッセウムに繋がっていた。
闘技会は長らくローマで最も人気のある娯楽だったが、キリスト教会はこれに批判的だった。380年にキリスト教がローマ帝国の国教になると教会は剣闘士や訓練士をはじめ闘技会にかかわる全ての者は洗礼を受ける資格がないと定めた。それでも闘技会は規模を縮小しながらも続けられたが、人気が落ち、訓練生も集まらなくなった。404年に闘技場で試合を止めるよう呼びかけた修道士テレマクスが観衆の投石を受けて死亡する事件が起き、西ローマ皇帝ホノリウス（在位395年 - 423年）は闘技場を閉鎖させた。これ以降、闘技会はほとんど催されなくなったが、440年頃まではまだ行われたとされている。523年にイタリアを支配する東ゴート王テオドリックが闘技会を禁止する布告を出しており、この時期でもまだ行われていたようであり、681年に第3コンスタンティノポリス公会議とユスティニアヌス勅令で公式に禁止され闘技会は消滅した。
剣闘士興行の衰退と消滅はキリスト教の影響とするのが通説だが、これとは別に3世紀以降に剣闘士試合の敗者が全員殺害されるようになったことやモザイク画から審判の姿が消えて、多彩だった剣闘士のスタイルも人気のあった追撃闘士と網闘士ばかりになった現象に着目し、刹那的な流血の興奮を追求するあまりに試合が過激化・単純化した結果として観客に剣闘士の技を魅せる娯楽としての余裕がなくなり、単なる死ぬか生きるかの殺し合いになってしまったことが人気を失い消滅に至った原因ではないかとする説も提起されている。

## 徴募・養成・社会的地位

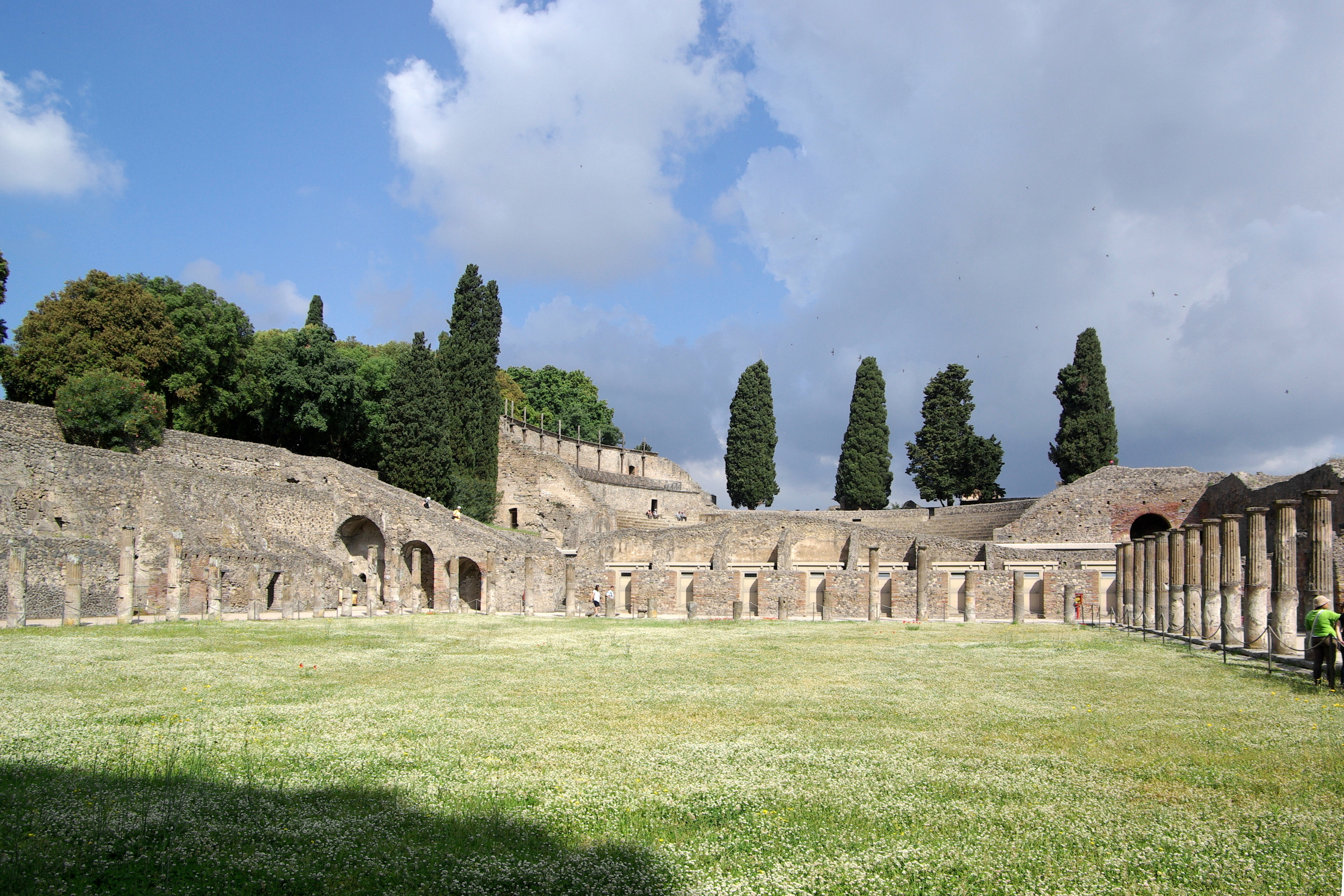
剣闘士養成所跡。ポンペイ遺跡

剣闘士となる者の大半は戦争捕虜や奴隷市場で買い集められた者たちで、反抗的なために主人に売り飛ばされた奴隷が多かった。何らかの理由により自由民が志願するケースもあり、研究者の試算によると剣闘士10人中2人が自由民であった。また、犯罪者も剣闘士として闘技場に送られた。剣闘士は勝ち続ければ富と名声を得ることもできたが、一方でローマ人たちからは「堕落した者」「野蛮人」「恥ずべき者」（インファーミス）と見なされており、その社会的地位は低く売春婦と同類と見なされ、奴隷の中でも最下等の者たちとされ蔑まれた。
徴募された奴隷や自由民たちは興行師（ラニスタ）が所有する剣闘士団（ファミリア・グラディアートリア）に所属し、その剣闘士養成所（ルドゥス）で長期にわたって訓練を施されてから闘技会に出場した。興行師は勝ち残り自由を得た元剣闘士で、財を成すこともできたが、売春宿の主人と同様の卑業と見なされ社会的地位は低かった。
剣闘士養成所では闘技を指導する元剣闘士の訓練士（ドクトレ）や教練士（マギステル）、高度な技術を持つ医師そしてマッサージ師（ウーンクトル）などが働き、剣闘士の養成を行った。訓練士によって、剣闘士たちは行進の仕方から武器の扱い、足技、突き刺した剣でどうやって動脈を見付けるかなどを指導され、徹底的にしごかれることになる。木製の剣を手に練習し、藁人形を相手に殴りかかる練習や訓練生同士の練習試合で経験を積む。訓練中の剣闘士は闘技会以外での怪我と反乱を防止するため木製の武器を用いており、本物の武器は与えられなかった。
訓練に耐えられずに自殺する者もおり、訓練についてこられない者たちには過酷な罰が与えられた。帝政初期の政治家で詩人のセネカは苦痛に耐えきれず自殺した者の事例について言及しており、あるゲルマン人の闘獣士は便所の汚物洗浄用の海綿の棒を喉に突っ込んで命を絶ち、またある闘獣士は馬車で移送中に居眠りをしたふりをして車輪に頭を突っ込んだという。ローマ人の見世物として仲間同士で戦わされることを嫌い、互いに喉を絞めあって絶命した蛮族の一団、そして模擬海戦の最中にこの見世物の愚かさを罵って自殺した蛮族の戦士の話も伝わる。
訓練生の宿舎は厳重に監視され、夜は鍵を掛けるなどして閉じ込められたが、食事については滋養になるものを与え、古代ローマでは大麦を食べると脂肪を増やして出血を防ぐと考えられており、これを主食とさせるなど配慮していた。ただし当時のローマ市民の主食は小麦であり、大麦は主に家畜の飼料用であり、剣闘士は侮蔑的に「大麦食い」（ホルデアリウス）と呼ばれた。

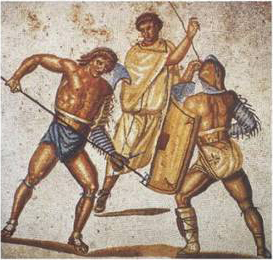
網闘士（左）と追撃闘士（右）のモザイク画。2-3世紀

基礎的な訓練を終えた新人剣闘士は、俊敏さ、強さ、体格、熟練度に応じてトラキア闘士、サムニウム闘士、網闘士、魚兜闘士、追撃闘士といった様々なスタイルの剣闘士に分けられた(#種類の節を参照)。また、訓練についていけない落伍者は闘獣士になった。剣闘士は自身が所属する剣闘士養成所の興行師の手配で各地の闘技場へ巡業に出た。剣闘士は消耗品ではなく、巡業で金を稼ぐための重要な資産でもあるため、興行師は剣闘士を頻繁に闘技会に出すようなことはしなかった。戦いは公正に、そして観客が楽しめるようにマッチングされた。
剣闘士が埋葬された墓地を発掘し、少なくとも68体の骨の分析を行った結果、骨ミネラル値が異常に高く、強い筋肉と骨が作られたことが分かった。同時に食事の内容を分析した結果、多くの剣闘士が菜食主義の食事を摂っていたことが分かった。
かつては試合が始まれば剣闘士たちはどちらか一方が死ぬまで闘わされたと考えられていたが、実際には必ずしも死ぬまで闘わされたわけではなく、負けた剣闘士であっても観客を十分に満足させる試合をしたと見なされれば助命されることも多かった。そして無事生き残り、引退した剣闘士の中には、興行師や訓練士として剣闘士を鍛える側にまわる者もいた。生き残り、引退した者にはその証として木剣（ルディス）があたえられる。この一方で、犯罪者の剣闘士は訓練を受けることもなく獄中から闘技会に引き出され、防具なしで戦い、その大半は闘技場で命を落とした。
剣闘士には「訓練士」（または「剣術指南役」）、「ルディアリウス」、「パロス」、「ウェテラヌス」そして試合未経験の「訓練生」の順に称号があり、このうち同一武装集団の序列であるパロスは「筆頭剣闘士」（プリームス・パールス）、「次席剣闘士」と続き、第三から第八剣闘士までの存在が確認されている。奴隷の訓練生には劣悪な住居が与えられたが、自由民や勝ち続けた剣闘士の居住環境はましであり、最高位の筆頭剣闘士（プリームス・パールス）にまで上りつめた者は最高の住環境を要求することができた。また、その生活は必ずしも外界から遮断されていたわけでもなく、恋人を持ったり家庭を営む剣闘士もいた。
セネカは「最も価値のある剣闘士は美形の者である」とし、剣闘士の碑文からは「凡庸なる群れ、未熟者、上級者、最上級者、端麗者」の順に等級があったことを窺わせる。剣闘士は競技場で観衆の喝采を浴びる対象ではあり、多額の報酬を受けたが、解放されても他の解放奴隷とは異なりローマ市民やラテン人にはなれず、自由民の中でも最低の「降伏外人類」身分しか与えられなかった。
戦闘のプロであるという性質上、 前100年頃には、新兵訓練には剣闘士養成所の教官が役に立つという考えから、軍の指揮官たちに雇われて戦闘技術を歩兵に教授する教官も現れている。剣闘士は本来は兵士ではなかったが、69年のオト帝とウィテッリウスとの内戦（四皇帝の年）の際にオト帝は剣闘士2000人からなる部隊を編成させており、歴史家タキトゥスはこれを「恥ずべき補助兵」と形容している。
共和政期には下層階級の者が剣闘士試合に出ることがあったが、帝政期に入ると騎士階級や元老院階級の者までもが出場した事例もあり、極端な例としてコンモドゥスは皇帝でありながら自ら剣闘士として闘技会に出ている。

## 闘技会

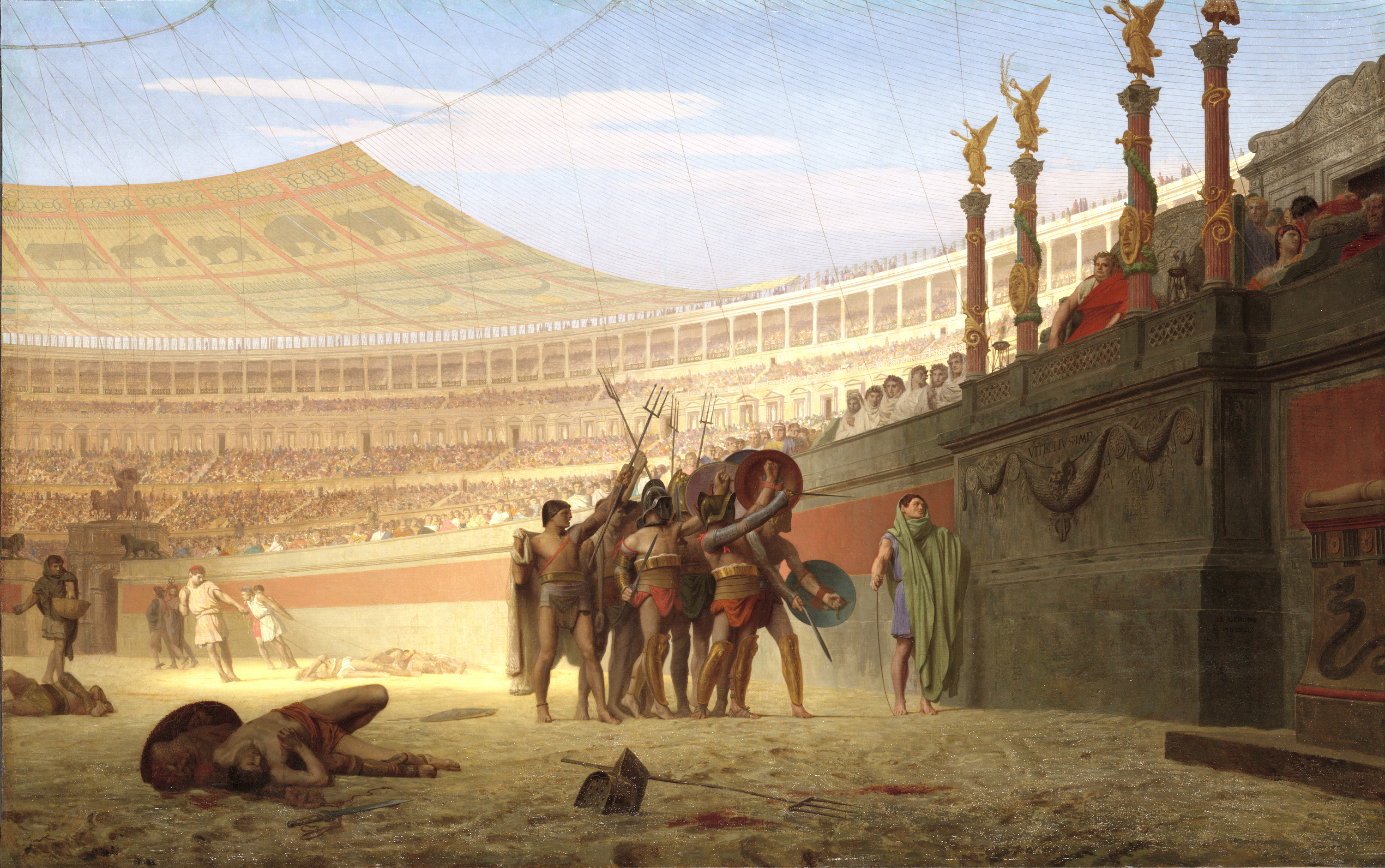
"Ave Caesar Morituri te Salutant"
皇帝に敬意を捧げる剣闘士たち。
ジャン＝レオン・ジェローム画、1859年

剣闘士競技の主催者の趣向や野心によって、残虐度や物珍しさ、そして血液の量は増減したが、少なくとも剣闘士どうしの試合は今日考えられているようなルールのない残虐ショーではなかった。
闘技会は皇帝や政治家、地方の名望家が主催し、多額の費用がかかるが切符（チッセラ）は無料で市民に配られ（共和政末期からは販売もされた）切符を持たない下層階級や女性、非市民階級の者も最上段の立見席で観戦できた。民衆は無料で観戦できることを強く要求しており、紀元前122年頃には高級政務官が特権を利用して闘技場に閲覧席を設けて有料で試合を見せることにしたが、時の護民官ティベリウス・グラックスが民衆のために職人を送り込んで閲覧席を取り壊させて無料で観戦させた事件が起こっている。
闘技会の規模は様々だが、執政官選出のためにクロディウス・フラックスが主催した闘技会の告知文の場合は30組の試合で3日間であった。また、ポンペイで発掘されたネロ帝の終身神官デキムス・ルクレティウス・サトゥリウス・ウァレンス父子の闘技会の告知文では30組の試合で4日間だった。紀元前22年に剣闘士興行では120組を最大とする規程が定められているが、皇帝が主催するものとなるとこの埒外で、初代皇帝アウグストゥス（在位：紀元前27年 - 14年）は8回の興行で5000組を戦わせている。
闘技会には興行の側面があったため、前日には宴会が開かれて剣闘士たちには大盤振る舞いのご馳走が供され、これを市民たちが見物した。闘技会は早朝から開催され、最初にパレード用の兜と刺繍したマントを身に着けた剣闘士の入場式があり、主催者は人気取りのために趣向を凝らすが、観衆はひどく退屈したという。皇帝が闘技会の主催者の場合、剣闘士たちは彼に次の言葉とともに敬礼をした。
この敬礼の史料上の初出はクラウディウス帝（在位41年 - 54年）が模擬海戦を主催した時だが、これに皇帝が助命をほのめかす返事をしたため、死ぬまで戦わされる筈だった軍船の乗組員たちが命惜しさに船を散らし始めて皇帝を激怒させている。

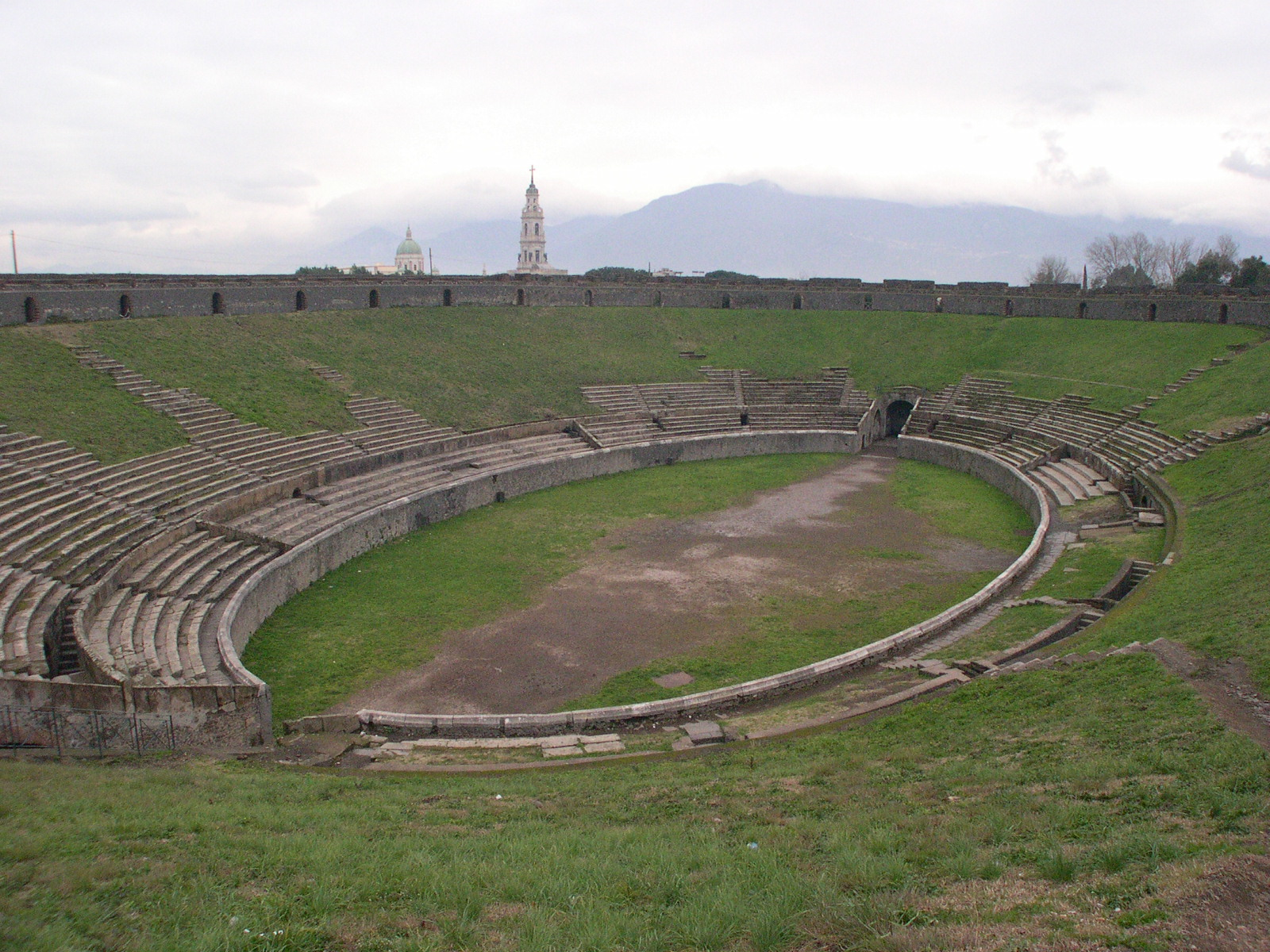
ポンペイ遺跡の円形闘技場。
当時の町の人口よりも多い2万人を収容できた。

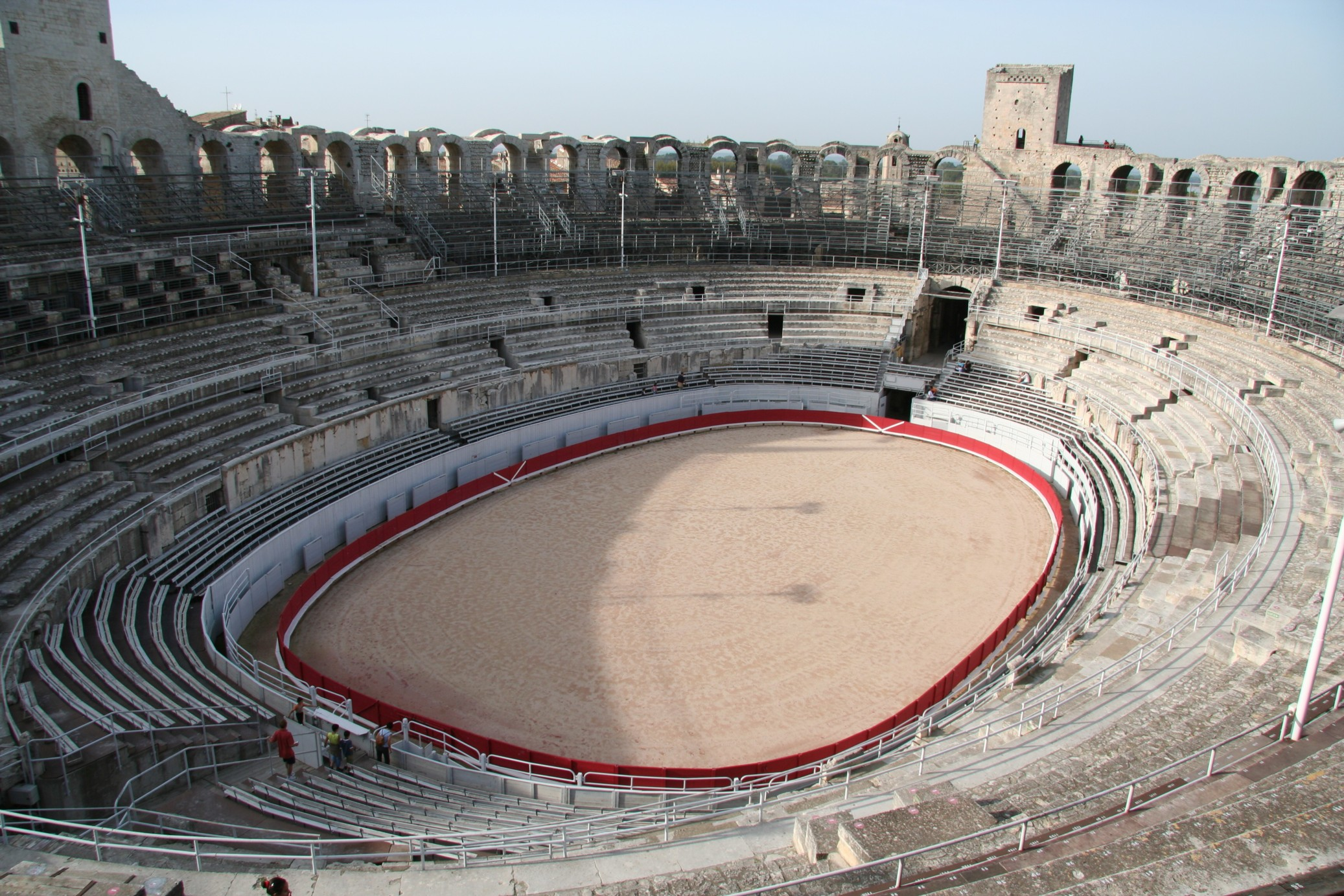
アルルに残る、2世紀ローマ帝国のアリーナ

午前中は野獣狩り（ウェーナーティオー）が催された。ヨーロッパ、中東そしてアフリカから集められた熊、トラ、ライオン、ヒョウなどの猛獣や象、キリンといった珍獣が闘技場に放たれ、闘獣士たちがこれを狩り殺してゆく。もともと野獣狩りと剣闘士試合とは別々に催されていたが、次第に剣闘士試合の余興や前座として催されるようになり、帝政期に入ったころにこれが固定化した。闘獣士は武装しており、猛獣との戦いで命を落とす頻度もそんなに高くは無かったが、重罪人と猛獣との戦いは公開処刑であり、大抵の重罪人が猛獣に殺された。野獣狩りのためコロッセウムには猛獣を檻のある場所から闘技場の階まで移動させるための人力エレベーターが28基設置された。熊などの大型獣を昇降できるように重量は300kgまで対応していた。
午後になると罪人（ノウシウス）の処刑が行われ、彼らは武器を持たされ罪人同士で死ぬまで戦わされるか、剣闘士と戦って殺されることになる。流血によって足を滑らせないように砂が敷き詰められた場での殺し合いが始まると、まだ息のある罪人は試合終了後に運び出された後でとどめをさされた。
罪人の処刑が終わると剣闘士の試合が始まる。まずは二流の養成所剣闘士（マリーディアーン：真昼に戦う剣闘士）の試合で、彼らはくじ引きによって組み合わせを決められて戦う。ここで戦わされる新人剣闘士たちは最初の戦いで命を落とすことが多かった。夕方頃からが筆頭剣闘士（プリームス・パールス）をはじめとする名の通った剣闘士たちの試合となる。
剣闘士の名前が呼ばれ、武器の威力を確かめたのち、二人の審判員がいる闘技場の中央に進み出ることになる。試合は相手を殺すか負傷させるかして無力化させるまで続く。試合を終わらせたければ人差し指を高々と上げるか、盾を放り投げると「降伏」の意思表示になり、降伏した相手を傷つけるのは卑しい行為とされた。

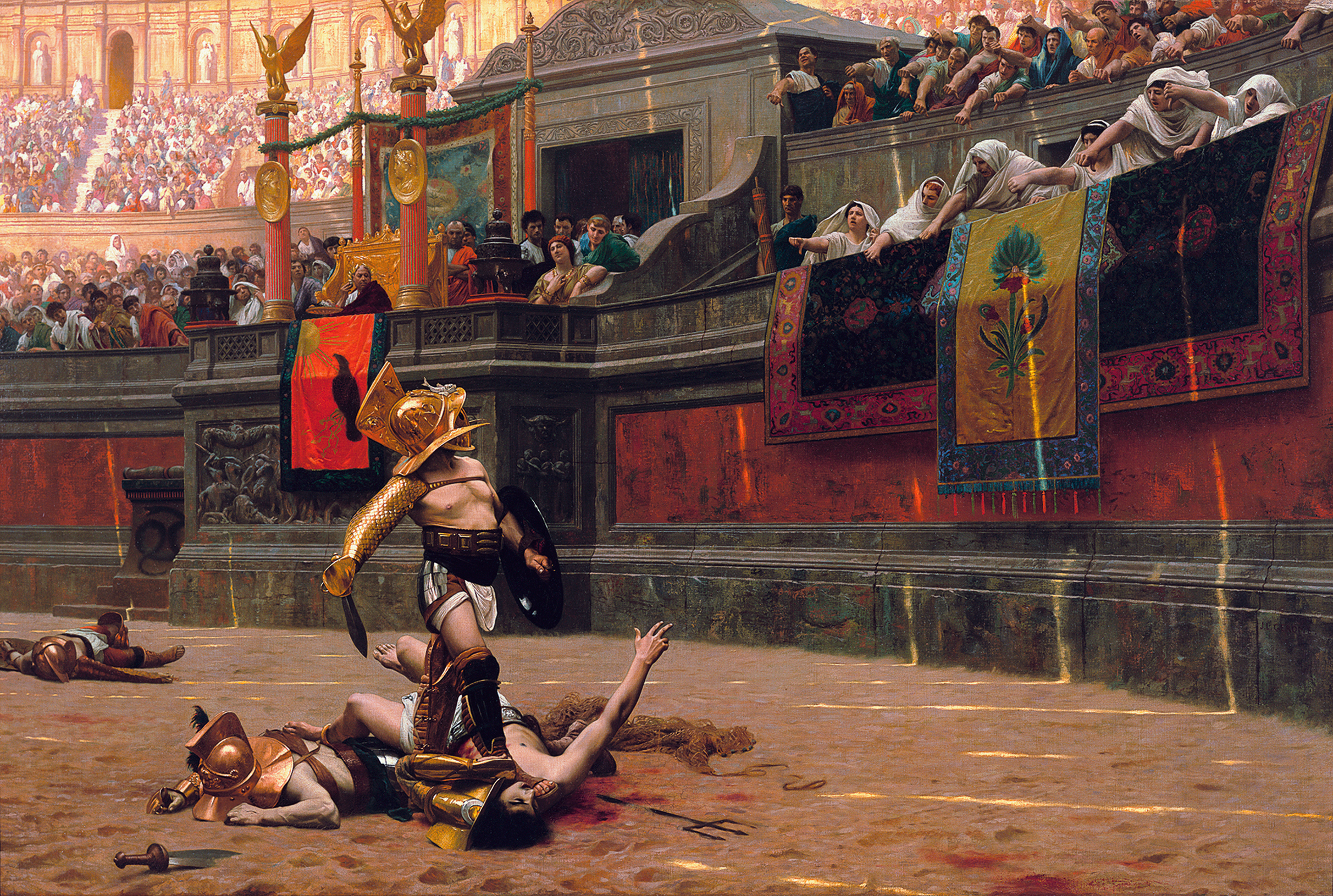
"Pollice Verso"〈指し降ろされた親指〉
ジャン＝レオン・ジェローム画、1872年

そして決着がついた後、試合の敗者については観客が助命か処刑かを選択できた。一般的には敢闘したとして助命（ミッスス）するなら親指を上に、見苦しい負け方をしたとして止めを刺すなら親指を下にするのが合図であったとされるが、現代の研究者たちは親指を突き上げた拳とともに「殺せ！」と叫べば処刑、親指を下げれば助命だったと考えている。歴戦の剣闘士であれば、観客に死を宣告されるような見苦しい負け方はしないように特訓されている。それまでに大金をかけて養成した剣闘士を失うのは経営者にとっても大きな損失であるため、剣闘士が観衆の希望により木剣（ルディス）を授けられて自由になるか、重傷を負って戦えなくなるか死んだ場合、主催者は市場価格に見合った金額を興行師に支払わねばならなかった。
勝利者（ウィンキト）にはその証であるシュロの小枝（パルマ）が与えられ、卓越した者には月桂冠（コローナ）が授けられた。時には勝利の報償として多額の金品を得ることもあった。また、詩人にたたえられ、宝玉や壺に肖像画がえがかれ、婦人たちの愛顧をえた。

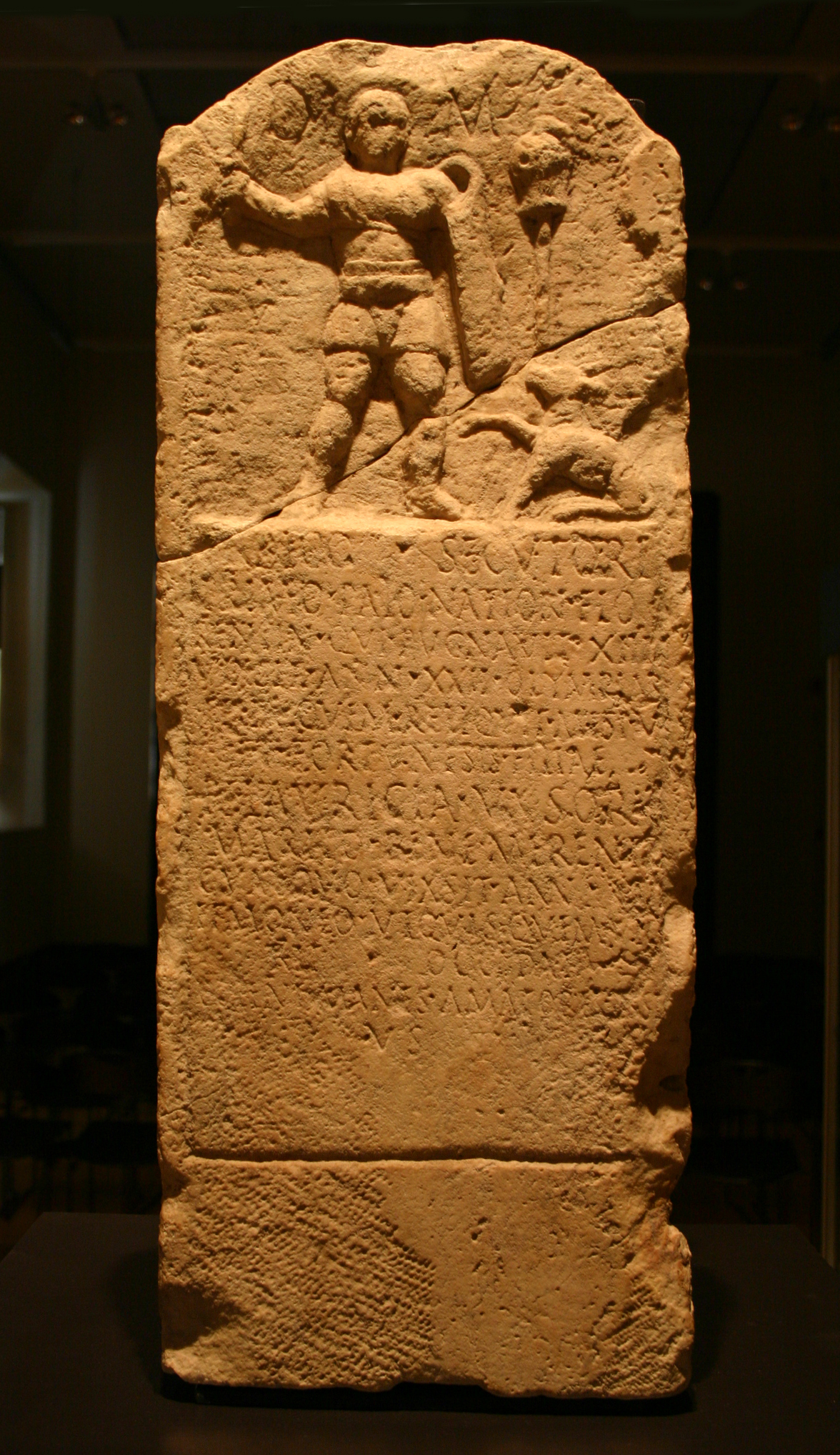
筆頭追撃闘士ウルビクスの墓碑。13戦を闘ったのちに22歳で殺害と書かれている。
3世紀中頃

共和政時代には闘技会の告知文には「助命なし」（シネ・ミッスス）と書かれていたが、初代皇帝アウグストゥスはこれを禁止しており、歴史学者ジョルジュ・ヴェルの研究によると、1世紀において100試合に出場した200人の剣闘士のうち死亡者は19人、生存率は9割を超えている。だが、闘技会は再び過激化に向かい、3世紀には1試合おきに死亡者が出るようになり、やがて剣闘士試合の敗者はほぼ殺害されるようになった。なお、この時代はラティフンディウムが行き詰まりコロナートゥスに移行するなど、奴隷不足が深刻になり、むしろ貴重になった奴隷を保護する法律が施行された時期でもある。剣闘士もよく訓練された奴隷が減り、従来なら落伍するレベルの奴隷や犯罪者が剣闘士として駆り出される割合が高まった事から、死亡率が高まったのである。
主催者の趣向による変則的な闘技会も伝えられる。試合は1対1で行うものだが、カリグラ帝（在位37年 - 41年）は網闘士5人と追撃闘士5人とで戦わせた。コンモドゥス帝（180年 - 192年）は下肢を失った者をローマ市中からかき集めて蛇の尾の衣装を着けさせ、棍棒で彼らをことごとく殴り殺させた。政治家シュムマスクが主催した闘技会では変わった趣向により観衆の興味を引くために彼が買い集めた剣闘士たちは闘わずに互いに首を死ぬまで絞めさせ、最後の一人は絶命するまで自分で壁に頭を打ちつけさせた。
紀元前46年にユリウス・カエサルは都市ローマ近郊のマルスの野（カンプス・マルティウス）に人工の池をつくらせて16隻の軍船を浮かばせ、4,000人の罪人や捕虜を漕ぎ手として死ぬまで戦わせる模擬海戦を初めて催した。57年にネロ帝（在位54年 - 68年）はカンプス・マルティウスの円形闘技場内に水を張り、模擬海戦を行わせた。ティトゥス帝（在位79年 - 81年）は常設の人工池を造り、サラミスの海戦を再現させた。ドミティアヌス帝（在位81年 - 96年）は落成してから程ないコロッセウムで二度の模擬海戦を催している。
剣闘士は年に3回か4回程度の試合を行い、20戦ほどを経験するまでに死ぬか木剣拝受者となって引退したと推定され、1世紀頃の事情では生き残りうる確率は20人に1人程度であった。シチリア島の追撃闘士フランマの墓碑には4度木剣（ルディス）を贈られながらも戦い続け、25回の勝利を収め、4回の助命、そして9つの戦いでは引き分けたとある。剣闘士に限った話ではなく、長年尽くした奴隷はその功に報いて解放される場合が多かったが、剣闘士だった奴隷は観客の喝采を浴びた経験が忘れられず、引退してもまた剣闘士に戻る者もいた。
| 野獣狩り                                                                     | 剣闘士試合                                                                                       |
| ---------------------------------------------------------------------------- | ------------------------------------------------------------------------------------------------ |
| 猛獣と戦う闘獣士。怯えた闘獣士か罪人が鞭打たれている。ダチョウと戦う闘獣士。 |                                                                                                  |
| 剣闘士試合                                                                   | 模擬海戦                                                                                         |
|                                                                              | 模擬海戦は円形闘技場に水を満たして行われた。"La naumaquia"（模擬海戦） Ulpiano Checa画、1894年。 |

## 評価
共和政末期の政治家で哲学者のキケロは剣闘士試合を「残酷で非人道的だが、苦痛や死に視覚的に慣れさせる訓練として、これ以上効果的なものはない」と評した。帝政初期の政治家セネカは、人殺しのみが繰り返される闘技会とそれに熱狂する観客の様子を語り、この様な闘技会を観戦することは「人をいっそう非人間的にさせる」と述べ、キケロと違い、その効用に言及しなかった。
18世紀の啓蒙主義思想家モンテスキューは剣闘士試合によって「ローマ人に残虐性をおびさせた」と評するとともに「流血と負傷を見慣れる」ことによってローマ軍団の強さが維持されたとキケロと同様の解釈をし、ルソーは「共和政期においてはローマ人の勇気と徳を刺激したが、帝政期には流血と残虐とを好ませるだけになってしまった」と分析している。
剣闘士の学術的な研究は近現代に入ってから行われ、19世紀後半のドイツの歴史学者フリートレンダーを先駆者として、20世紀はじめにかけて古典史料を基に剣闘士の歴史や運営が網羅的に論じられた。また円形闘技場やポンペイ遺跡に関する基礎的研究の数々の業績が残され、この時期に剣闘士研究における「古典学説」が形成された。20世紀半ばには碑文学の立場から古典学説に修正が加えられ、フランスの碩学ルイ・ロベールは碑文研究からそれまで剣闘士文化から切り離されて考えられていたギリシャ語圏における剣闘士受容を明らかにしており、さらに1937年から始まったローマ市の大養成所（ルドゥス･マグヌス）の発掘調査の成果は剣闘士研究に重大な影響を与えることになった。
20世紀後半の大きな業績としてはフランスのアナール学派の歴史学者ジョルジュ・ヴィルの剣闘士研究が挙げられ、彼の没後の1981年に公刊された『モノグラフ』は長らく無批判に受け入れられていた古典学説に対する反論を展開し、剣闘士研究における新たな方向性を打ち出した。これまでの研究は古典史料や碑文に拠った文献学的手法が主流だったが、1970年代以降、剣闘士を含む見世物の研究に社会学や文化人類学の手法が取り入れられ始め、剣闘士闘技を通じた古代ローマ人の感情や認識を考察しようとする心性史的な流れが現れ、1980年代に定着した。碑文学や考古学の分野でも進展があり、サッパティーニ・トゥモレーシの碑文研究と碑文集成シリーズの刊行、考古学の分野ではゴルヴァンの円形闘技場研究の大著がある。90年代以降も数々の剣闘士研究の論考が出されており、これらはヴィルの研究の影響を受けたもので、社会･心性史的な流れを汲むものである。
現代の英語では「他人の不幸を喜ぶ気持ち」を「Roman Holiday」と表現するが、これは剣闘士の試合が休日に行われていたことに由来する。

## 種類
一対一で戦う剣闘士は基本的に以下の五種に分類された。
剣闘士には鎧が宛がわれたが、腹部など急所の部分が露出しているデザインが多い。互いに相手に傷を与えることができないと試合がなりたたないし、また重い鎧が剣闘士の動きを阻害すると試合としての面白さをそぐことになる。むしろ試合を見た目にも盛り上げるための、演出用の装身具的な意味合いが強い。すぐれた剣闘士は防御の神経を露出部分に集中することで、防具の不完全さを補ったが、こうした駆け引きもまた試合を盛り上げた。
|                                                                                          | トラキア闘士 トライックス Thraex （複数形： Thraeces）      | トラキア人風の武装をした剣闘士。 湾曲したシーカ刀を武器にし、パルムまたはパルムラと呼ばれる小型の盾を使用した。 頭にはクレスト（鶏冠状の飾り）の付いたグリフォンを象った兜を被り、派手な羽根飾りが付けられていた。 紀元前1世紀に登場しており、トラキア出身のスパルタクスはこの型の剣闘士だったと推測される。        |
|                                                                                          | サムニウム闘士 サムニッス Samnis （複数形： Samnites）      | サムニウム人風の武装をした剣闘士。 大きなクレスト（鶏冠状の飾り）が付いた兜をかぶり、大きな長方形の盾と剣または槍を持つ。 ガリア闘士とともに紀元前2世紀に登場した最初期の型。魚兜闘士はこの類型と考えられ、魚兜闘士の出現とともに数が減り、初代皇帝アウグストゥスの時代にはほぼ消滅している。                       |
|                                                                                          | 魚兜闘士 ムルミッロー Murmillo （複数形： Murmillones）     | 魚を象った兜を装備した剣闘士。 軍団兵用のスクトゥム（長盾）を構えグラディウスを武器にする。 ポンペイ遺跡の落書きには三つ又槍を持った魚兜闘士が描かれている。 網闘士との試合を組まれることが多かったとされるが、史料上はこの組み合わせの試合は少数しか見つかっていない。トラキア闘士か重装闘士と多く組み合わされた。 |
| 試合の再現。網闘士（左）と追撃闘士（右）ローマのモザイク画。追撃闘士（左）と網闘士（右） | 網闘士 レーティアーリイウス Retiarius （複数形： Retiarii） | 漁師のようにレテ（網）とトリデーンス（三つ又槍）もしくは銛、そして敵にとどめを刺すための短剣を持って戦う。 他の剣闘士と違って兜は被らず、また盾は持たずにガレールスと呼ばれる青銅製の肩にかける防具を身に着けて戦った。 素顔をさらすことから凛々しい若者が多かったという。                                          |
| 試合の再現。網闘士（左）と追撃闘士（右）ローマのモザイク画。追撃闘士（左）と網闘士（右） | 追撃闘士 セクートル Secutor （複数形： Secutores）          | 魚兜闘士に似た装備をつけ、大型のスクトゥムと突くための真っ直ぐなグラディウスを構えていた。 網闘士との試合を組まれる事が多く、網にからまぬよう兜には飾りが少ない。 |

その他、以下の剣闘士の種類が確認されている。
|  | 闘獣士 ベースティアーリイウス Bestiarius （複数形： Bestiarii）    | 槍をもって野獣と戦う剣闘士。 彼らは剣闘士競技の午前の部で前座として野獣と闘った。その多くは養成所での訓練についていけなくなり落伍した者たちだった。 |
|  | 重装闘士 ホプロマクス Hoplomachus （複数形： Hoplomachi）          | トラキア闘士と似たスタイルの剣闘士。古代ギリシャの重装歩兵（ホプリテス）が名称の由来。 主な武器は長槍で、盾は円形のものを用いた。頭にはクレスト（鶏冠状の飾り）の付いたグリフォンを象った兜を装備していた。 トラキア闘士や魚兜闘士と多く組み合わされた。 |
|  | 挑戦闘士 プローウォカートル Provocator （複数形： Provocatores）   | 中量級の剣闘士。 武器はグラディウスで、盾は大きなものを用い、兜は帝政初期は追撃闘士と似たもの、胸の上半分を守る胸甲板（カルディオピュラクス）を身に着けている。 帝国東部で見られた。 |
|  | 切断闘士 スキッソール Scissor （複数形： Scissores）               | 通常のグラディウスの他にもう一方の手には盾を持たず剣身の付いた籠手を着ける。 |
|  | 二刀闘士 ディマカイルス Dimachaerus （複数形： Dimachaeri）        | 二本の剣を持って戦う二刀流の剣闘士。 |
|  | ガリア闘士 ガルス Gallus （複数形： Galli）                        | ガリア風の格好をした剣闘士。 サムニウム闘士とともに紀元前2世紀に登場した初期の剣闘士の型。 |
|  | 縄闘士 ラクエアーリイウス Laquearius （複数形： Laquearii）        | 投げ縄で相手の動きを封じて戦う剣闘士。 網闘士の類型で、真剣には闘わない前座剣闘士として試合の合間の余興として技を見せていた。 |
|  | 射手闘士 サギターリィウス Sagittarius （複数形： Sagittarii）      | 弓矢を使う剣闘士。 射程の長い反射弓を用いた。 |
|  | 騎馬闘士 エクエス Eques （複数形： Equites）                       | 槍とグラディウスを持ち、マニカと呼ばれる腕当てを装備して馬にのって戦った。服装は他の剣闘士と違って上衣（トウニカ）を着る。 取組対戦の冒頭に行われ、騎馬闘士同士で対戦し、こう着すると徒歩で戦った。 |
|  | 目隠し闘士 アンダーバタ Andabata （複数形： Andabatae）            | 極力視界を遮る顔面を覆った兜を被って戦った剣闘士。 観客の笑いを誘うために盲目状態で試合をし、馬の背に跨って騎馬戦を行ったとされるがこれを否定する説もある。 |
|  | 戦車闘士 エッセダーリウス Essedarius （複数形： Essedarii）        | ケルト風の戦車（チャリオット）に乗った剣闘士。 戦車闘士同士で戦い、時には猛獣も相手にした。 |
|  | 女闘士 グラディアートリックス Gladiatrix （複数形： Gladiatrices） | 女性の剣闘士。 大英博物館にアマゾニアとアキリアいう名の左の画像の女闘士の大理石のレリーフが所蔵されており、兜は付けず素顔を出し、大ぶりの盾を持って剣を構え、乳房は巻き布で隠している。この他にハンブルクの美術工芸博物館所蔵のブロンズ像が女闘士のものと鑑定されており、シーカ刀と考えられる曲刀を手にし、胸を露わにしている。 史料的にもユウェナリスが女闘士を嘲笑する詩を残しており、ドミティアヌス帝は女同士の試合を命じ、そしてセプティミウス・セウェルス帝がこれを禁止する命令を出している。 |

## 現代
ドイツのトリーア(Brot und Spiele)やオーストリアのカルヌントゥムなどかつて闘技場があった地域では、ローマ時代の行事を再現する祭りの一環として剣闘士試合の再現が行われている。特にカルヌントゥムでは古代ローマ関連の施設が観光資源となっており、剣闘士養成所を再現した建物も整備されている。
2015年にはコロッセウムにあった猛獣用の人力エレベーターが修復された。
剣闘士試合の再現
- 剣闘士の入場（イギリスのイベント）。
- 剣闘士の試合。
10分から15分ほどで決着がついた[129]（Brot und Spiele）。
- 剣闘士の試合の再現動画。
第一戦 網闘士vs追撃闘士
第二戦 トラキア闘士vs魚兜闘士（ドイツのイベント）
- 勝利を宣言する剣闘士（カルヌントゥムのイベント）。
- 敗者の処刑の再現。
右側のハンマーを持った男は冥界の河の渡し守カローンの仮面を被っており、息があった場合はハンマーで殴り殺す。
- カルヌントゥム、オーストリアでコスプレ（2007年）

## 養成所
古代ローマ帝国時代には、100もの訓練所が存在していたとされるが、破壊されたり建て直しされ、ほとんどが失われている。
- ルドゥス・マグヌス（英語版） - ローマ最大の剣闘士養成所。コロッセオの裏に設置された。
- Ludus Dacicus（英語版） - ダキア人捕虜を戦わせるための養成所。ルドゥス・ダキクス。

オーストリアのローマ軍駐屯地の遺跡カルヌントゥムからも、ルドゥス・マグヌスに匹敵する規模の剣闘士養成所が発見されている。この養成所は、アンフィテアトルムに隣接しており、同時期の西暦150年頃に建設されたと見られている。

## 作品

### 小説
- ポンペイ最後の日

### 映画
ソード&サンダルと呼ばれるファンタジー映画の1ジャンルでは剣闘士が登場する作品も多い。特に1948年から1965年にかけてイタリアでは剣闘士の戦いを強調した「剣闘士映画」が多数制作され、ソード&サンダルと呼ばれるファンタジー映画のサブジャンルとして定着した。
- グラディエーター
- スパルタカス (映画) - 序盤は養成所が舞台となる。また主人公が最初に戦う相手はファキナスを持った網闘士。
- ポンペイ最後の日 (1935年の映画)
- ポンペイ (映画)
- テルマエ・ロマエII - オリジナル要素として素手で戦う剣闘士が登場する。
- グラディエーターII 英雄を呼ぶ声

### テレビドラマ
- スパルタカス (2010年のテレビドラマ)

### 漫画
- ウィルトゥース（作：田亀源五郎） - 運命に翻弄される剣闘士の戦いと男色の世界が描かれる。
- 我が名はネロ（作：安彦良和） - ネロ帝と、彼に寵愛された剣闘士が主役。作中、ネロはひそかに観戦した剣闘のことを「ローマの野蛮な風習」と嫌い、「詩を詠じ、悲劇に涙するギリシャ人を文明的だ」と発言する。
- 拳闘暗黒伝セスタス（作：技来静也） - 物語は古代ボクシングを主題としているが、エピソードによっては剣闘士も登場する。
- 闘奴ルーザ（作：かきざき和美） - 古代ローマ似た世界と国で女剣闘士が中心で戦う話。

### ゲーム
- シャドウ オブ ローマ
- グラディエーター ロード トゥー フリーダム
- 剣闘士 グラディエータービギンズ